# عبد اللطيف وهبي
عبد اللطيف وهبي (مواليد 28 يوليو 1961) هو محامي وسياسي مغربي، يشغل منصب وزير العدل والحريات.
مارس مهنة المحاماة وهو في الثامنة والعشرين من عمره. انتخب أمينًا عامًا لحزب الأصالة والمعاصرة في فبراير 2020،

## النشأة والأسرة
وُلِدَ عبد اللطيف وهبي في 28 يوليو  1961 بمدينة تارودانت (جهة سوس ماسة) من والديه الحسين بن همو وحليمة الوكيلي. له إحدى عشرة أخا (ثمانية ذكور وأربع إناث)، من أمين ويشتركان في نفس الأب. قضى سنوات طفولته الأولى بين مسقط رأسه بتارودانت ومنطقة تالوين.[بحاجة لمصدر]

## المسار الدراسي
بدأ عبد اللطيف وهبي مساره التعليمي من كتاب قرآني بدرب آقا سنة 1965، ليلتحق بعد ذلك بالمدرسة الابتدائية الوفاق بمدينة تارودانت سنة 1967. سنة 1977 بدأ وهبي تعليمه الإعدادي بمؤسسة الحسن الأول، ثم ثانوية سليمان الروداني، التي غادرها ومعها تارودانت في اتجاه عاصمة المملكة المغربية الرباط لمتابعة دراساته الجامعية بكلية الحقوق.

## المسار المهني
بعد حصوله على شهادة الإجازة - شعبة الحقوق، استقر اختيار عبد اللطيف وهبي على المحاماة. فالتحق سنة 1989 كمحامٍ تحت التمرين لفترة ثلاث سنوات بمكتب أحمد بنجلون - الأخ الأصغر لعمر بنجلون القيادي في حزب الاتحاد الاشتراكي للقوات الشعبية، (1989 نفس السنة التي أسس فيها أحمد بنجلون حزب الطليعة الديمقراطي الاشتراكي).[بحاجة لمصدر]
بالإضافة إلى اهتمامه بالملفات السياسية خلال فترة التمرين، ترافع الأستاذ عبد اللطيف وهبي في ملفات من الوزن الثقيل[مبهم]، سواء تلك التي تعلقت بالحملة التطهيرية سنة 1996،[بحاجة لمصدر] أو ملف القضاة أو مظاهرات89/90، أو ملفات فاس.[بحاجة لمصدر]

## المسار السياسي
سنة 1976 حين كان يتابع دراسته بإعدادية الحسن الأول بتارودانت، وهو في المستوى الإعدادي، انخرط عبد اللطيف وهبي بالشبيبة الإتحادية (التنظيم الشبابي التابع لحزب الاتحاد الإشتراكي للقوات الشعبية)، حيث انتخب عضوا بالمكتب المحلي لذات التنظيم الشبابي.[بحاجة لمصدر]
استمر هذا الانتماء السياسي لعبد اللطيف وهبي إلى غاية تخرجه مجازا من كلية الحقوق بالرباط سنة 1988. حيث التحق بحزب الاتحاد الإشتراكي للقوات الشعبية عام 1989، وهي السنة الأولى من فترة التمرين التي قضاها بمكتب المحامي أحمد بنجلون، حيث حضر للمؤتمر التأسيسي لحزب الطليعة الديمقراطي الاشتراكي. ليستمر مناضلا طليعيا وفاعلا سياسيا إلى غاية سنة 2010 التي التحق فيها بتجربة حزب الأصالة والمعاصرة (أكبر أحزاب المعارضة البرلمانية في المغرب).[بحاجة لمصدر]

### عضوية البرلمان
ترشح عبد اللطيف وهبي سنة 2011 للانتخابات التشريعية بدائرة تارودانت الشمالية، حيث فاز بمقعد برلماني. وقد تم انتخابه من طرف عضوات وأعضاء الفريق النيابي لحزب الأصالة والمعاصرة رئيسا للفريق (فترة 2011 - 2013). كما شغل مهمة رئيس لجنة العدل والتشريع سنتي 2013 - 2014. إضافة إلى مهمة النائب الرابع لرئيس مجلس النواب رشيد الطالبي العلمي خلال فترة 2014 - 2016.
ترافعه على القضايا الوطنية عموما والملفات ذات الأولوية والارتباط اليومي بإهتمامات ساكنة تارودانت وجهة سوس ماسة،[لفظ إطراء] مكنه من الظفر بثقة الناخبين للمرة الثانية على التوالي سنة 2016 نائبًا برلمانيًا عن دائرة تارودانت الشمالية. وقد شغل مهمة رئيس فريق حزب «الجرار» بمجلس النواب فترة 2016 - 2017، كما أنه شغل عضوية لجنة العدل والتشريع وحقوق الإنسان بمجلس النواب (2016 - 2021).
انتخب عبد اللطيف وهبي رئيسا للجنة البرلمانية حول المغاربة العالقين في سوريا والعراق، وهي اللجنة الاستطلاعية التي تم تشكيلها بناء على طلب وهبي بصفته أمينا عاما لحزب الأصالة والمعاصرة.[بحاجة لمصدر]

### حزب الأصالة والمعاصرة
انتخب عبد اللطيف وهبي عضوا بالمكتب السياسي لحزب الأصالة والمعاصرة لولايتين متتاليتين، كما انتخب أمينا عاما للحزب خلال المؤتمر الوطني الرابع الذي عقد أيام 7-8-9 فبراير 2020.
عُرف وهبي بمواقفه المعارضة لتوجهات الأمناء العامين السابقين وطريقة تدبيرهم لشؤون الحزب (مصطفى الباكوري - إلياس العماري - عبد الحكيم بنشماش). فقد كان ضد فكرة اختزال وجود حزب «الجرار» في مواجهة الاسلاميين لكبح جماح حزب العدالة والتنمية ذي المرجعية الإسلامية. وما فتئ يطالب بالانفتاح على جميع الأحزاب السياسية الوطنية والتعامل معها بنفس القدر من الاحترام والتنسيق والتعاون.[بحاجة لمصدر]

### تيار المستقبل
بلغ أوج الخلاف التنظيمي والأفق السياسي بين عبد اللطيف وهبي وعبد الحكيم بنشماش، الأمين العام السابق لحزب الأصالة والمعاصرة، حد خلق تيارين داخل الحزب، «تيار المستقبل» الذي تزعمه عبد اللطيف وهبي وانضم إليه شباب الحزب وعدد من القياديين الذين دعوا إلى تغيير قيادة الحزب بسبب ما راكمته من فشل في التدبير التنظيمي والسياسي والتواصل للحزب، في مقابل «تيار الشرعية» الذي كان محسوبا على بنشماش وعدد من القياديين الذين عبروا عن تمسكهم بشرعية المؤسسات والهيئات الحزبية.[بحاجة لمصدر]
وهي الخلافات التي تأججت خلال أول اجتماع للجنة التحضيرية للمؤتمر الوطني الرابع للحزب، حيث اتهم كل تيار الآخر بالخروج على القوانين الأساسية والداخلية وعلى أعراف تدبير شؤون الحزب. ولأن التوافق على تشكيل اللجنة التحضيرية وتدبير أشغالها وفق صيغة مشتركة ومتوافق عليها كان أمر شبه مستحيل، فقد اختار كل طرف اللجوء للقضاء طلبا لإنصافه، وهو ما تحقق لتيار المستقبل الذي عاد للاشتغال من داخل مقرات الحزب التي كان ممنوعا من ولوجها لقرار من عبد الحكيم بنشماش.[بحاجة لمصدر]

### المؤتمر الوطني الرابع
شكل المؤتمر الوطني الرابع لحزب الأصالة والمعاصرة المنظم بمدينة الجديدة أيام 7، 8، 9 فبراير 2020، محطة بارزة في مسار الحزب وفرصة مواتية للقيام بعملية الفرز التنظيمي ومراجعة التوجه السياسي وتنقيح الوثائق الفكرية والايديولوجية.[بحاجة لمصدر]
فقد أسقطت الوثائق المرجعية للحزب التي تمت المصادقة عليها من طرف المؤتمر، (أسقطت) اللاءات التي رفعت في وقت سابق من طرف أسماء بعينها، ومحت الخطوط الحمراء التي تم رسمها والتي تهم علاقة الحزب بباقي الفاعلين السياسيين. كما تمت إعادة تعريف علاقة الحزب والدولة وضبط المسافة الفاصلة بينهما.[بحاجة لمصدر]

## التجربة الاعلامية
الارتباط الكبير لعبد اللطيف وهبي بالكتابة والنشر جعله يخوض تجربة إصدار صحيفة الجمهور (يناير 2002) التي كان مديرها العام، وذلك بمعية عبد الكريم بنعتيق (كان يشغل انذاك مهمة كاتب الدولة في وزارة التجارة الخارجية وعضو اللجنة الإدارية لحزب الاتحاد الاشتراكي للقوات الشعبية) الذي شغل منصب مدير النشر، والصحفي ذي الأصل السوداني طلحة جبريل الذي تكلف بمهمة رئيس تحرير اليومية الشاملة والمستقلة.[بحاجة لمصدر]
بعد توقف صدور جريدة الجمهور أواخر سنة 2002، انبرى عبد اللطيف وهبي إلى التركيز على القضايا المهنية والأسرية، وتعزيز اهتماماته السياسية والحقوقية. وذلك إلى غاية سنة 2010 حيث قرر خوض تجربة إعلامية متخصصة في مجال الإعلام القانوني وتكريس ثقافة حقوق الانسان، ليصدر بصفته مديرا للنشر أول عدد من جريدة عدالة شهر يوليوز من سنة 2010.[بحاجة لمصدر]

## المؤاخذات
يؤاخذ على عبد اللطيف وهبي، باعتباره صديقا مقربا لعبد الإله بنكيران (رئيس الحكومة المغربية السابق والأمين العام لحزب العدالة والتنمية)، دفاعه المستمر على حزب العدالة والتنمية وحقه في الوجود السياسي، ورفضه القاطع لتشكيل أي تنسيق أو تحالف سياسي ضده هذا الحزب ذي المرجعية الإسلامية.[بحاجة لمصدر]
يرجع وهبي مواقفه هذه إلى إيمانه بأن التنوع والاختلاف في المشهد السياسي، في إطار الاحترام والالتزام بالثوابت الوطنية، هو قطب رحى العملية الديمقراطية.[بحاجة لمصدر]

## المؤلفات
- آراء حول السياسة - 1996
- توصيات ومقررات مؤتمرات جمعية هيئات المحامين بالمغرب - 1997
- حقوق الطفل في ظل النزاعات الدولية - 2002
- مجلة عدالة جوست - 2010
- من وحي البرمان: نواب برلمانيون في قلب النقاش الدستوري لما بعد 2011
- أفق المشروع الحداثي - 2012
- المحاماة قوت الإصلاح: وصيات ومقررات مؤتمرات جمعية هيئات المحامين بالمغرب - 2014
- المحكمة الدستورية - 2015
- رائحة الأركان - 2017
- الفصل 47 - 2017
- آراء ومواقف.. بؤس السياسة، عجز الحكومة، عطب البرلمان - 2019
- في نقد السياسة - 2020